# Awanui (Northland)
Awanui ist ein kleiner Ort mit einem Flusshafen im Far North District der Region Northland auf der Nordinsel von Neuseeland.

## Geographie
Awanui liegt etwa 8 km nördlich von Kaitaia an der Basis der Aupōuri Peninsula. Er gilt als Startpunkt auf dem mehr als 100 km langen Weg zum Cape Reinga / Te Rerenga Wairua. In der Ortsmitte trifft der New Zealand State Highway 10 auf den State Highway 1 und wenige hundert Meter nördlich durchfließt der Awanui River den Ort in Richtung Norden zur Rangaunu Bay.
Seit der Volkszählung im Jahr 2001 nahm die Einwohnerzahl des Ortes kontinuierlich ab. Waren 2001 noch 369 Einwohner zu verzeichnen, konnte man im Jahr 2006 noch 346 und im Jahr 2013 nur noch 339 Einwohner zählen.

## Geschichte

### Familie Subritzky
Anfang 1868 verkauften John Anton Subritzky und seine Familie ihre Geschäftsanteile in Maldon, Australien und fuhren mit der Barkentine Prince Alfred nach Neuseeland. In Auckland eingetroffen, reisten sie mit einem eigenen Schoner nach Houhora und zur Mount Camel Station, einem großen Anwesen, das seinen älteren Brüdern Kapitän Ludolph Johann und Heinrich Wilhelm gehörte.
In kurzer Zeit brachte die Familie Subritzky einen großen Teil des Landes nördlich von Awanui unter ihre Kontrolle. Der Ort Awanui wurde von ihnen und ihrem erweiterten Familienkreis gebaut, zu dem sowohl Pākehā als auch Māori gehörten. Doch die Drehscheibe der Geschäfte der Familie war die Mount Camel Station. Ihr bedeutender Einfluss auf den äußersten Norden Neuseelands erstreckte sich über 50 Jahre. Sie importierten Rinder und entwickelten ihre eigene Rasse des Shorthorn-Rindes. Sie richteten eine Schifffahrtsverbindung nach Auckland ein und transportierten viele der frühen Siedlerfamilien in den Norden. Die Subritzkys errichteten Flachsmühlen und begannen, die Fasern für den Verkauf und den Export aufzubereiten. Mit Beginn der Harzgewinnung aus dem Kauribaum trug dieser Geschäftszweig bis in das 20. Jahrhundert zum Wohlstand der Familie und in der Region Northland bei.

### Schiffshavarie
Beim Untergang des Dampfers Elingamite am 5. November 1902 spielte der Ort eine Rolle, da von Awanui eines der Rettungsschiffe startete und drei der Opfer dort begraben wurden.

### Wirtschaft
In den 1920er Jahren wurde Kauri-Holz und Kauri-Harz aus Kaitaia über Awanui an die Küste gebracht.

## Bildung
Die Awanui School ist eine Grundschule für die Klassen 1–6 mit einem Decile rating von 2 und 2009 74 Schülern. Die Te Rangi Aniwaniwa ist eine Schule für die 1.–15. Klasse mit einem Decile rating von 1 und 117 Schülern im Jahr 2009.